# Уэддон Роуд
Уэ́ддон Ро́уд (англ. Whaddon Road) — стадион в Челтнеме. Домашний стадион футбольных клубов «Челтнем Таун» и «Глостер Сити». Вместимость — 7066 человек. До апреля 2009 года официальным называнием стадиона было «Виктори Спортс Граунд», но затем он был переименован в «Эбби Бизнес Стэдиум» из-за договора о субсидировании.

## История
Стадион существует с 1932 года, но на нём не проводили матчи Футбольной лиги Англии до 1999 года. Челтнем отметил семидесятилетие клуба на данном стадионе, выйдя в 2002 во Вторую футбольную лигу Англии, впервые в своей истории.
После 18 месяцев переговоров о возможной передаче стадиона, 23 октября 2008 года было решено что Бристоль Роверс продолжат играть свои домашние матчи на Мемориэл Стэйдиум, несмотря на то, что на нём была запланирована перестройка, затянувшаяся из-за отказа строительной компании продолжать работы по причине кризиса.
Рекорд посещаемости — 8326 человек на матче против Рединга, в рамках первого раунда Кубка Англии по футболу, 17 ноября 1956 года.
Уэддон Роуд -самый маленький стадион принимавший матчи Первой футбольной лиги Англии в 2007-08 и 2008-09 сезонах.